# Dani Tatay
Dani Tatay, all'anagrafe Daniel Tatay Hernández (Valencia, 15 febbraio 1982), è un attore spagnolo, noto per aver interpretato il ruolo del sacerdote Telmo Martínez nella soap Una vita.

## Biografia
Dani Tatay è nato il 15 febbraio 1982 a Valencia (Spagna). Ha studiato in un collegio salesiano, ha praticato nuoto per molti anni, e ha studiato danza e recitazione.
Dani Tatay ha studiato presso la scuola di danza Sjow Dance Studio di Valencia. In seguito, decide di trasferirsi a Madrid per intraprendere la carriera di ballerino.
Una volta giunto nella capitale, ha iniziato a lavorare come ballerino in televisione, in musical come Más de 100 mentiras, Hoy no me puedo levantar e Mi princesa roja, nel film Mi gran noche e in tournée con cantanti come David Civera e Carlos Baute.
Nel 2017 ha interpretato il ruolo del molestatore nel musical di successo El guardaespaldas, e nel 2018, in seguito ad un infortunio di Maxi Iglesias, ne diventa il protagonista interpretando il ruolo di Frank Farmer.
Dal 2018 al 2019 è protagonista della quarta stagione della soap opera Una vita di TVE, dove interpreta il ruolo di Telmo Martínez, un sacerdote che si innamora di una giovane ereditiera (interpretata da Alba Gutiérrez).
Nel 2020 va in tournée con il musical Dirty Dancing, dove interpreta il ruolo del protagonista Johnny Castle. Inoltre recita nella serie El Cid, distribuita su Prime Video.
Nel 2022 è uno dei protagonisti de El juego de las llaves, un film incentrato sullo scambio di coppia, ispirato alla omonima serie messicana di Prime Video. Interpreta anche il ruolo di uno sceriffo nel film di vampiri HollyBlood.
Nello stesso anno torna nel musical El Guardaespaldas, interpretando il ruolo del molestatore. Successivamente riprende il ruolo del protagonista nel musical Dirty Dancing.
Nel 2023 recita nella serie Mentiras Pasajeras. Inoltre è protagonista del musical teatrale Bailo Bailo, ispirato al film Ballo ballo e interamente basato sulle canzoni di Raffaella Carrà. 
Dal 2024 è protagonista della soap Sueños de libertad di Antena 3.

## Filmografia

### Cinema
- Torrente 4: Lethal Crisis, regia di Santiago Segura (2011)
- Mi gran noche, regia di Álex de la Iglesia (2015)
- El juego de las llaves, regia di Vicente Villanueva (2022)
- HollyBlood, regia di Jesús Font (2022)

### Televisione
- Una vita (Acacias 38) – soap opera, 176 episodi (2018-2019)
- El Cid – serie TV, 3 episodi (2020)
- Mentiras Pasajeras – serie TV, 2 episodi (2023)
- Sueños de libertad – soap opera (dal 2024)

### Videoclip
- Dime Navidad di Edurne (2022)

### Spot pubblicitari
- Listerine (2014)

## Teatro musicale
- Más de 100 mentiras, diretto da David Serrano (2012)
- Hoy no me puedo levantar, diretto da David Serrano (2014)
- Mi Princesa Roja, diretto da Álvaro Saez Heredia (2016)
- El Guardaespaldas, diretto da Carline Brouwer / Federico Bellone (2017 - 2018; 2022)
- Dirty Dancing, diretto da Federico Bellone (2020-2022)
- Bailo Bailo, diretto da Federico Bellone (2023)

## Programmi televisivi
- Pasapalabra (Antena 3, 2024)

## Doppiatori italiani
Nelle versioni in italiano dei suoi film e delle sue serie TV, Dani Tatay è stato doppiato da:
- Ruggero Andreozzi in Una vita[10]
- Emiliano Coltorti in El Cid[11]

## Riconoscimenti
- Premio Berlanga
  - 2022: Nominato come Miglior attore per il film El juego de las llaves